# Turón (Granada)
Turón ist ein südspanischer Bergort und eine Gemeinde (municipio) mit nur noch 213 Einwohnern (Stand: 2024) im Südosten der Provinz Granada in der autonomen Region Andalusien.

## Lage und Klima
Der Ort Turón liegt an einem Südhang der Alpujarras im Quellgebiet mehrerer Bergbäche (barrancos) gut 150 km (Fahrtstrecke) südöstlich der Provinzhauptstadt Granada in einer Höhe von ca. 700 m; die Mittelmeerküste bei Adra ist gut 36 km in südöstlicher Richtung entfernt. Das Klima im Winter ist gemäßigt, im Sommer dagegen warm bis heiß; die geringen Niederschlagsmengen (ca. 350 mm/Jahr) fallen – mit Ausnahme der nahezu regenlosen Sommermonate – verteilt übers ganze Jahr.

## Bevölkerungsentwicklung
| Jahr      | 1857 | 1900 | 1950 | 2000 | 2020 |
| Einwohner | 3057 | 1904 | 1608 | 359  | 232  |

Infolge der Mechanisierung der Landwirtschaft, der Aufgabe bäuerlicher Kleinbetriebe („Höfesterben“) und dem daraus resultierenden  Verlust von Arbeitsplätzen ist die Einwohnerzahl der Gemeinde seit der Mitte des 19. Jahrhunderts geradezu eingebrochen.

## Wirtschaft
Bereits in römischer Zeit begann der Bleibergbau in mehreren Minen der Umgebung des heutigen Ortes; Siedlungsstrukturen aus dieser Zeit sind jedoch nicht bekannt. Noch in der frühen Neuzeit lebten die Bewohner des Ortes in hohem Maße als Selbstversorger von den Erträgen ihrer Felder und Hausgärten. Außerdem wurde Viehzucht (v. a. Schafe, Ziegen und Schweine) betrieben; Esel wurden als Tragtiere gehalten. Dieser Zustand änderte sich erst mit dem Ausbau der Infrastruktur im 20. Jahrhundert. Im Jahr 1973 wurde die letzte Bleimine geschlossen. Heute dominieren Oliven- und Mandelbaumplantagen. Im Ort selbst haben sich Kleinhändler, Handwerker und Dienstleister aller Art angesiedelt. Seit den 1960er Jahren spielt der innerspanische Tourismus eine immer größer werdende Rolle.

## Geschichte
Prähistorische, römische und westgotische Funde fehlen. Die Gründung des Ortes erfolgte höchstwahrscheinlich im 8. Jahrhundert durch Berber aus Nordafrika, auf die auch der Terrassenfeldbau mit seiner ausgeklügelten Bewässerungstechnik zurückgeht. Nach dem Ende des Kalifats von Córdoba (um 1020) übernahmen die Ziriden von Granada die Macht, die sie jedoch wenig später an die berberischen Almoraviden und Almohaden abtreten mussten. Als Teil des Emirats von Granada blieb das Bergland der Alpujarras bis etwa zum Jahr 1490 islamisch; auch danach gab es immer wieder Aufstände gegen die Rückeroberungsbestrebungen (reconquista) der Christen. Mit dem Alhambra-Edikt (1492) der Katholischen Könige begann die Vertreibung der Juden in Spanien; nach den Moriskenaufständen der Jahre 1499 bis 1501 und 1568 bis 1571 wurden die letzten Muslime zu Beginn des 17. Jahrhunderts ebenfalls ausgewiesen.

## Sehenswürdigkeiten
- Die zumeist aus Bruchsteinen gebauten Häuser des Ortes sind verputzt und weiß getüncht. Wegen der geringen Niederschläge haben viele Häuser Flachdächer.
- Die dreischiffige Iglesia Parroquial de la Encarnación ist ein Bau des 18. Jahrhunderts im Mudéjar-Stil. In der Mitte des 20. Jahrhunderts wurden Bauschäden aus der Zeit des Bürgerkriegs ausgebessert, doch gingen der ehemals vorhandene Barockaltar sowie zahlreiche Bilder und Statuen verloren.[4]
- Die zweitürmige Ermita de San Marcos wurde im Jahr 1836 vollendet. Auch hier fanden in der Zeit des Spanischen Bürgerkriegs zahlreiche Plünderungen und Zerstörungen statt.[5]
- Weitere Kapellen und Brunnen bereichern das Ortsbild.

Umgebung
- Die kleine Ermita de la Cruz de San Marcos befindet sich etwa 6 km außerhalb des Ortes.[6]

## Persönlichkeiten
- Diego López (* 2002), Fußballspieler